# Hannah Arendt
Hannah Arendt (Linden, Hannover, 14. listopada 1906. – New York, 4. prosinca 1975.), bila je njemačka filozofkinja.

## Životopis
Odrasta u socijaldemokratskoj asimiliranoj židovskoj obitelji u Königsbergu. Od 1924. do 1929. studira filozofiju, teologiju i grčki jezik kod Martina Heideggera i Rudolfa Butmanna u Marburgu, kod Edmunda Husserla u Freiburgu i kod Karla Jaspersa u Heidelbergu. Promovirana je 1928. kod Jaspersa na temu Pojam ljubavi kod Augustina. 
Godine 1929. seli u Berlin, gdje se udaje za publicista Günthera Sterna, koji kasnije stječe slavu kao filozof pod pseudonimom Günther Anders. Razvodi se 1937. Gestapo je uhićuje 1933., a Arendt bježi u Francusku. Do 1940. godine djeluje kao socijalna radnica u raznim židovskim organizacijama. Članica je World Zionist Organization (do 1943.). Započinje prijateljstvo s Walterom Benjaminom. 1940. se udaje za Heinricha Blüchera, s kojim 1941. emigrira u SAD, gdje se uključuje u rad izbjegličkih organizacija i glasila. 
Od 1953. godine drži predavanja na Princetonu, Harvardu, na New School, Brooklyn College u New Yorku i na University of California, Berkeley. Od 1961. izvještava sa suđenja Adolfu Eichmannu u Jeruzalemu. Od 1963. je profesor na University of Chicago, profesor na New School for Social Research u New Yorku, "Gifford Lectures" na University of Aberdeen. Umire 4. prosinca 1975. u svom stanu u New Yorku.
"Bez sumnje je sposobnost djelovanja najopasnija od svih ljudskih sposobnosti i mogućnosti."

## O zlu
Hannah Arendt usmjerava pažnju na moralna pitanja koja se tiču individualnog ponašanja i postupanja, tj. na pravila i mjerila pomoću kojih su ljudi odvajali ono što je ispravno od onog što je neispravno, ono što im je služilo da bi sudili ili opravdali sebe ili druge, a za čiju se valjanost smatralo da je sama po sebi očita svakoj zdravoj osobi, bilo kao dio božanskog ili prirodnog prava. 
Arendt kritizira Nietzscheovu potragu za novim vrijednostima, smatrajući da Nietzsche, iako je zaista bio moralist, i njegova filozofija imaju jednu manu – ono što je navodio kao kriterij bio je sam Život, a njegova kritika bila je vođena mišlju da su kršćanska i platonistička etika koristile mjerila koja nisu s ovoga svijeta. Međutim, Arendtova tvrdi:
Ono što je Arendtova htjela reći je da Nietzsche nije znao da će ljudi svojim ponašanjem sami sebe, tj. ljudsku vrstu, dovesti u stanje u kojem je krucijalno pitanje opstanak, pa je tako nemoguće tvrditi da je opstanak ljudske vrste najveće dobro, jer bi tu ujedno prestali postojati svaka etika i svaki moral. Jedini novi moralni princip modernog doba je negiranje morala kao takvog.
Također, ona smatra da se za vrijeme Hitlerove vlasti moral srušio u puki mores, tj. u navike, običaje, proizvoljne konvencije i to ne kod kriminalaca, već kod običnih ljudi koji nisu ni pomišljali da dovedu u sumnju moralne propise sve dok su bili društveno prihvaćeni. Međutim, kada je Hitler ustrojio svoje tvornice smrti i obznanio novi set vrijednosti - s kojim je došao i usklađeni pravni sustav – a čime je dokazao da netko nije morao biti uvjereni nacist pa da se prilagodi i zaboravi na svoj društveni status i na moralna uvjerenja. Nakon rata taj moralni problem je potisnut, sve dok nisu počeli poslijeratni procesi protiv tzv. ratnih zločinaca, čime su ljudi bili prisiljeni shvatiti da je riječ o moralnom gledištu. Naime, moralni problem je bio potisnut zato što je tijek događaja bio monstruozan, nije se smio dogoditi, a ljudi nisu u stanju ni izreći kaznu niti oprostiti, takva se prošlost ne može „svladati“. Cjelokupno ozračje današnje rasprave o istom je toliko nabijeno emocijama i svatko mora biti spreman da i sam bude uvučen u raspravu na razini na kojoj nije moguća nikakva ozbiljna rasprava.
Takvi procesi su doveli do učestalijeg propitivanja udjela u krivnji onih koji nisu pripadali zločinačkim kategorijama, a ipak su imali svoju ulogu u režimu isto kao i oni koji su šutjeli i prihvaćali situaciju iako su imali mogućnost da o tome progovore čime se vraća na tezu da se moralno ponašanje ne razumije samo po sebi. Naime, čovjek se povodi za primjerima, isto tako i djeluje, dakle sukladno svojim prosudbama, pa čovjek nije samo racionalno biće, već je i biće koje se nalazi u svijetu osjetila koja će ga dovesti u kušnje, koja će ga navesti da katkad ne sluša ni razum ni srce. Stoga se moralno ponašanje ne poznaje samo od sebe već moć moralna spoznaja razlikovanja dobra od zla. Ipak, Arendt na kraju dodaje:
„No istinsko je zlo ono što uzroči nijemi strah, kad je sve što možemo reći jest: to se nije smjelo dogoditi.“ 
Smatrajući da nitko ne želi biti zao (jer bi to bio moralni apsurd), te da se u vrijeme sloma nitko više nije plašio Božjeg gnjeva ili paklenih muka Arendt smatra da se onaj mali broj ljudi koji su odbili poslušnost nisu pozvao na vjerske strahove, već na nedopuštenja savjesti. Iako je i sam Aristotel smatrao da postoji božansko, za njega je božansko bilo ono besmrtno i vječno. On je smatrao da je čovjekova najveća vrlina to što se u svojoj smrtnosti može približiti božanskome. No, koji je način života najbolji - je li to ono što se trivijalno shvaća kao „dobar život“ ili ne - o tomu treba odlučiti sam čovjek, jer moralno ponašanje ovisi prije svega o ponašanju prema samome sebi. Djelujući u vlastitu korist, čovjek ne smije doći u položaj u kojem će prezirati samoga sebe. Dužnost koju čovjek ima prema samome sebi pretpostavlja i dužnost spram drugih. Brinući za druge čovjek brine i za sebe, dakle mjerilo nije ni ljubav prema susjedu ni ljubav prema samome sebi, mjerilo je samopoštovanje.
Arendt smatra da sokratovski moral funkcionira samo kao formula zasnovana na ideji o uvjetu koji nas sprječava da činimo zlo,jer bi bili u raskoraku sa samim sobom,bez obzira da li bismo pri tome bili u raskoraku i s čitavim ostatkom svijeta. Međutim, ta formula sokratovog morala je bila zasnovana na razumu koji nije ni puki intelekt već razum kao moć djelovanja, djelovanja u trenutku kada se nađemo leđima okrenuti prema zidu.Zapravo,moć te formulacije je da su njena moć i praktično značenje samo u situacijama krize i hitnosti.Moralni aspekti mišljenja su sekundarni jer se mišljenje odvija u samoći,pa sam proces mišljenja ne može dati pozitivne indikacije za naše ponašanje prema drugima.
Volja je jedna od ljudskih moći koja za sebe traži čast da bude rasadište svakog djelovanja i da ima kontrolu ne samo nad onim što se ne smije činiti nego i nad onim što valja činiti.Iako Kant tvrdi da dužnost koju čovjek ima prema samome sebi stavlja dužnost spram drugih ( i tu nije riječ o brizi za druge već za sebe), jer mjerilo nije ni ljubav prema susjedu ni ljubav prema samome sebi,mjerilo je samopoštovanje  ; Arendt tvrdi da je krajnji kriterij za činjenje dobra nesebičnost i gubitak interesa za samoga sebe. Dodaje poprilično ekstremnu formulaciju :
„Ako hoću činiti dobro,ne smijem misliti o onome što činim.“. 
Moć sjećanja je ono što sprječava prijestupe.Kriterij za procjenu tako nečega je krajnje subjektivan, ono što mogu podnijeti bez gubitka i ono čime ću izgubiti svoj integritet.
„Moje mi sjećanje govori:učinio sam to. Moj ponos odgovara: tako što nisam mogao učiniti. Moje sjećanje konačno popušta.“ (Friedrich Nietzsche - S onu stranu dobra i zla)
No,tu se opet nameće čovjek kao individua koji sam sebi postavlja pitanje i odlučuje s kim to želi biti, a ne koji su objektivni standardi i pravila.Ono što netko čini ovisi o tome tko on jest, a samim time različite osobe tj. individue imaju različite „standarde življenja“ pa je i prema njihovom različitom moralu nekima dopušteno ono što drugima nije.
„Jovi non licet bovi – Jupiter si može priuštiti nešto što vol ne smije.“ 
Skandalon je nešto što ne možemo popraviti ni oprostom ni kaznom, to je zapreka svakom daljnjem postupanju i činjenju. Prema Isusu je to zlo, „kamen spoticanja“, što ga ljudska snaga ne može ukloniti, a zločinac je čovjek koji se nikada nije smio roditi. Čak ni po Platonu ne bismo mogli popraviti kaznom, takav čovjek jedino bi mogao biti zastrašujući primjer drugima, ali njegova pojava vrijeđa svjetski poredak kao takav jer takva osoba zlo je počinila voljom i od srca. Na kraju i Sokrat tvrdi da je zlo sve ono što ne bih mogla podnijeti „da sam“ učinila jer bi bila nepodobna za druženje sa samom sobom.  
Volja je ili slobodna ili ne postoji. Ona mora biti potpuni uzrok same sebe. Otkrićem volje kao nositeljice ljudske slobode ljudi su shvatili da možda nisu slobodni ni onda kad nisu pod pritiskom prirodnih sila, usuda ili drugih ljudi. Čovjek je rob svojih strasti, a umjerenost i samokontrola znakovi slobodnog čovjeka,jer se na taj način on odupire od nečega što ga „prisiljava“. Problem je u „Ja-hoću“ i “Ja-mogu“ jer volja se pokazuje kad um samome sebi nalaže što da radi i time odlučuje ono što hoće i ono što može, ali problem je u tome da li je čovjek slobodan kad bez izvanjske prinude čini ono što nije htio ili je čovjek slobodan onda kad uspije učiniti ono što je htio.Nietzsche je dao dvije hipoteze – da u znanosti ne postoji volja i ona bitnija, zdravo razumska, da je volja slobodna. Obje su ispravne s perspektive svog iskustva jer ih je obje moguće uzročno protumačiti iz presedana i okolnosti. 
Svi ljudi žele biti sretni,a čovjek koji se odupire gravitaciji sreće gubi sposobnost da bude sretan ili nesretan. Po uvjerenju da u unutrašnjosti volje postoji neki postupak zbog kojeg smo u stanju identificirati se sa zapovjednim dijelom i predvidimo neugodne osjećaje prinude i potrebu otpora naziva se samoobmana. Ono hoću i ono mogu dolaze do izražaja kada dođe do rascijepa u volji i kada samoobmana prestane nadilaziti naše osjećaje, kad čovjek mora isporučiti ono zapovjeđeno. 
Moć nije ono za čim volja teži i nije njen cilj niti sadržaj, prema Nietzscheu volja i moć su jedno te isto, oni su moć volje. Moć volje ima dva karaktera, zapovjedni karakter i arbitar. Arbitar je volja koja je pozvana da prosudi suprotstavljene zahtjeve i time razlikuje ispravno od pogrešnog,ona koja bira oslobođena od želje i ona je moć suđenja jer je uvijek suočena sa stvarima kakve jesu, nikad ne pokreće nešto novo. Čovjek može prihvatiti ili odbiti sve što jest. Afirmacija ga približava svemu što postoji, a odbijanje otuđuje od svijeta. 
Nedostatak rasuđivanja se pokazuje u svim područjima, u intelektualnom takav nedostatak nazivamo glupošću, u estetici neukusom,kod ponašanja moralnom tupošću ili nenormalnošću, a suprotnost svemu tome je razum.  Zdrav razum nije onaj koji nam je svima zajednički već onaj koji nas smješta u zajednicu s drugima i dopušta da komuniciramo stvarima koje nam predočavaju naša osjetila. On u sebi može sadržavati sve što je odsutno zahvaljujući svojoj imaginativnoj sposobnosti. Valjanost prosudbe našeg razuma, tj. postojanje zdravog razuma će se protezati onoliko koliko i zajednica u kojoj svima zajedničko osjetilo zdrava pamet.Oni koji ne žele rasuđivati nemaju pravo dovoditi u sumnju valjanost suda onih koji to pak čine. 
„Misliti znači razgovarati sa samim sobom , stoga i u sebi poslušati sebe“ 	
Sudimo i razdvajamo dobro od zla tako što u glavi imamo neki događaj ili osobu kroz događaje iz prošlosti koji su postali primjeri.Naše odluke o tome što je ispravno, a što je pogrešno ovise o društvu u kojem želimo provesti svoj život. To društvo biramo pomoću primjera živih ili mrtvih,stvarnih ili izmišljenih osoba koje nam služe da učimo kroz njihove primjere. Iz nespremnosti da odaberemo vlastite uzore i društvo ,te iz nespremnosti ili nesposobnosti da se rasuđivanjem odnosimo spram drugih nastaju skandali, kamenje spoticanja koje ne možemo ukloniti jer do njih nisu doveli ljudski ni ljudski razumljivi motivi. 
„U tome je strava, a istovremeno i banalnost zla.“

## Djela
- O nasilju (1970) (dt. 1970: Macht und Gewalt)
- Ljudi u mračnim vremenima (1968.) (dt. 1989: Menschen in finsteren Zeiten)
- Izvještaj o banalnosti zla (dt. 1964: Eichmann in Jerusalem)
- O revoluciji (1963) (dt. 1963: Über die Revolution)
- Ljudsko stanje (1958) (dt. 1960: Vita Activa oder Vom tätigen Leben)
- Porijekla totalitarizma (1951) (dt. 1955: Elemente und Ursprünge totaler Herrschaft)
- Hannah Arendt, „O zlu“, naklada BREZA, Zagreb 2006